# Vilhelm Ekelundsamfundet
Vilhelm Ekelundsamfundet är ett svenskt litterärt sällskap tillägnat författaren Vilhelm Ekelund (1880–1949). Samfundet grundades 1939 av personliga vänner till Ekelund, med syftet att fungera som förlag för hans skrifter. Efter Ekelunds död fortsatte samfundet att ge ut hans efterlämnade material och senare även hans samlade skrifter i kommenterade utgåvor. Vilhelm Ekelundsamfundet har idag ett nära samarbete med Ellerströms förlag.